# Municipio Ixtapangajoya
Koordinaten: 17° 30′ N, 93° 0′ W
Ixtapangajoya ist ein Municipio im Norden des mexikanischen Bundesstaats Chiapas. Das Municipio hat etwa 5.500 Einwohner und eine Fläche von 107,6 km². Verwaltungssitz des Municipios ist das gleichnamige Ixtapangajoya, sein größter Ort hingegen La Gloria.
Der Name Ixtapangajoya kommt aus dem Nahuatl und bedeutet „Platz des salzhaltigen Wassers“.

## Geographie
Das Municipio Ixtapangajoya liegt im Norden des mexikanischen Bundesstaats Chiapas auf Höhen unter 900 m. Es zählt zur Gänze zur physiographischen Provinz der Sierra Madre de Chiapas und liegt vollständig in der hydrologischen Region Grijalva-Usumacinta. Die Geologie des Municipios wird zu 70 % von Sandstein-Lutit bestimmt bei 21 % Kalkstein, vorherrschender Bodentyp ist der Luvisol (99,7 %). Etwa 72 % der Gemeindefläche werden von Weideland eingenommen, 20 % sind bewaldet, 7 % dienen dem Ackerbau.
Das Municipio Ixtapangajoya grenzt an die Municipios Amatán, Solosuchiapa, Ixtacomitán und Pichucalco sowie an den Bundesstaat Tabasco.

## Bevölkerung
Beim Zensus 2010 wurden im Municipio 5478 Menschen in 1180 Wohneinheiten gezählt. Davon wurden 793 Personen als Sprecher einer indigenen Sprache registriert, darunter 683 Sprecher des Tzotzil. Knapp 22 Prozent der Bevölkerung waren Analphabeten. 1690 Einwohner wurden als Erwerbspersonen registriert, wovon gut 89 % Männer bzw. 6,9 % arbeitslos waren. Gut 43 % der Bevölkerung lebten in extremer Armut.

## Orte
Das Municipio Ixtapangajoya umfasst 21 bewohnte localidades, von denen nur der Hauptort vom INEGI als urban klassifiziert ist. Drei Orte wiesen beim Zensus 2010 eine Einwohnerzahl von über 500 auf, acht Orte hatten weniger als 100 Einwohner. Die größten Orte sind:
| Ort             | Einwohner |
| La Gloria       | 1478      |
| Ixtapangajoya   | 1272      |
| Lázaro Cárdenas | 0703      |